# Warren Skorodenski
Warren Skorodenski (* 22. März 1960 in Winnipeg, Manitoba) ist ein ehemaliger kanadischer Eishockeytorwart, der von 1981 bis 1988 für die Chicago Black Hawks und Edmonton Oilers in der National Hockey League spielte. 

## Karriere
Während seiner Juniorenzeit spielte er bei den Calgary Wranglers in der WCHL. Beim NHL Entry Draft nicht berücksichtigt, unterschrieb er im Sommer 1979 als Free Agent bei den Chicago Black Hawks.
Nach Einsätzen bei den Flint Generals in der IHL und den New Brunswick Hawks in der AHL kam er in der Saison 1981/82 zu seinem NHL-Debüt. Bis zu seinem zweiten Spiel in der NHL verging aber dann viel Zeit. Inzwischen spielte er für die Birmingham South Stars in der CHL und in der AHL für die Springfield Indians und die Sherbrooke Jets. Bei letzteren leistete er sich 1983 eine Entgleisung. Er attackierte nach einer Niederlage in der Overtime den Schiedsrichter und wurde für 20 Spiele gesperrt.
In der Saison 1984/85 war er auf dem besten Weg, den Durchbruch zu schaffen. Mit Murray Bannerman teilte er sich den Platz im Tor der Black Hawks. Eine Verletzung im Februar warf ihn jedoch für 13 Spiele aus dem Rennen. Seine Fangquote von 0,903 war in dieser Spielzeit die beste unter allen NHL-Torhütern. Im folgenden Jahr stand er nur in einem Spiel in Chicagos Tor, der mit sechs Gegentoren ein enttäuschender Auftritt war. Auch das nächste Jahr war er meist in der AHL für die Nova Scotia Oilers im Einsatz.
Sein neues Team in der NHL waren die Edmonton Oilers, bei denen er als Free Agent für die Saison 1987/88 unterschrieben hatte. Doch auch hier kam er kaum zum Einsatz. Mit Grant Fuhr war die erste Position fest vergeben und auch am jungen Bill Ranford war für ihn kein Vorbeikommen.
Er spielte noch einige Jahre für die kanadische Nationalmannschaft, bevor er seine aktive Karriere beendete.

## Erfolge und Auszeichnungen
- 1982 Calder-Cup-Gewinn mit den New Brunswick Hawks
- 1982 Harry „Hap“ Holmes Memorial Award (gemeinsam mit Bob Janecyk)
- 1985 Beste Fangquote in der NHL